# Dieniatino
Dieniatino (ros. Денятино) – wieś (sieło) w Rosji, w obwodzie włodzimierskim, w rejonie mielenkowskim. W 2010 liczyła 643 mieszkańców.